# Élections générales espagnoles de 1893
Les élections générales espagnoles de 1893 sont les élections à Cortès célébrées le 5 mars 1893, au cours de la régence de Marie-Christine d'Autriche, pour élire les 400 sièges du Congrès des députés et 180 des 360 sièges du Sénat.
Il s’agit des sixièmes élections sous l’égide de la Constitution de 1876, dans le cadre du régime de la Restauration. Comme cela restera habituel jusqu’aux dernières années du régime, elles donnent une écrasante majorité au parti du gouvernement, dans ce cas les libéraux-fusionnistes de Práxedes Mateo Sagasta, qui remporte 279 sièges au Congrès.

## Contexte
En décembre 1892, une affaire de corruption à la municipalité de Madrid provoqua la crise du gouvernement Cánovas, que la régente résolut en faisant de nouveau appel à Sagasta — dans le débat qui eut lieu au Congrès, la rupture entre Cánovas et Silvela fut consommée —. Suivant les usages de la Restauration, Sagasta obtint le décret de dissolution des Cortès et de convocation de nouvelles élections afin de se doter d'une large majorité en soutien du gouvernement. Les élections générales furent célébrées en mars 1893 et, comme on devait s’y attendre, furent un triomphe des candidatures gouvernementales — les libéraux obtinrent 281 députés, face à 61 pour les conservateurs (divisés entre canovistes, 44 sièges, et silvelistes, 17), 33 républicains unionistes, 14 républicains possibilistes (es) et 7 carlistes —.

## Résultats
Les données sur la participation au scrutin sont inconnues.
La large majorité du parti gouvernemental s’explique par une fraude électorale massive contrôlée grâce au caciquisme caractéristique du régime de la Restauration.
| Parti / faction                   | Députés |
| --------------------------------- | ------- |
| Libéraux et assimiliés            | 279     |
| Conservateurs canovistes          | 44      |
| Union républicaine                | 35      |
| Silvelistes                       | 17      |
| Possibilistes (es) (républicains) | 14      |
| Carlisme                          | 7       |
| Indépendants                      | 4       |